# Sigurd Glans
Sigurd Erik Bernhard Glans, född 25 november 1929 i Nässjö församling, Jönköpings län, är en svensk journalist och författare.
Glans växte upp i Jönköping. Hans far Bernhard Glans var chefredaktör för Smålandsbygdens Tidning och Sigurd Glans var där bland annat sportchef och nattredaktör. Som 21-åring blev han knuten till Aftonbladet som riksredaktör i Jönköping och skötte under en tid den tjänsten parallellt med jobbet på Smålandsbygdens Tidning. År 1959 flyttade han, på Allan Fagerströms initiativ, till sitt första chefsjobb på huvudredaktionen i Klara. I över 20 år ledde han på Aftonbladet som redaktionschef nyhetsarbetet och utformningen av dagens tidning. Under sina 39 år på tidningen skrev han mer än 6 000 löpsedlar.
När han slutade sin tjänst på Aftonbladet som andreredaktör och kolumnist startade han en ny karriär inom etermedia. Bland annat var han redaktör för Efter Tre i radio med Ulf Elfving och för TV-program som Folk, Gomorron Sverige och Ett sånt liv.
Han var i flera år kolumnist i tidningen Vi och har gett ut en rad böcker. Han startade TS-tidningen åt Tidningsstatistik och gjorde där journalistik av de ständigt nya upplagesiffrorna. I fem år utformade han Publicistklubbens Årsbok. För Journalistförbundet var han projektledare för Journalistdagarna som samlade över tusen kolleger i Stockholm vid 90-årsjubileet.
Sigurd Glans var länge PK:s representant i styrelsen för Stiftelsen Staten och Rätten, som delar ut journalistpris, och satt i sexton år i styrelsen för TT. Han har på flera sätt varit aktiv i journalistutbildningen som föreläsare på FOJO, Pressinstitutet och Poppius journalistskola, där han även satt i styrelsen. Han har kallats till över sjuttio redaktioner i dagstidningar, tidskrifter, radio och TV för att ge idéer och synpunkter på journalistiken.
År 1993 belönades Sigurd Glans med Stora Journalistpriset "för hans journalistiska bredd, dokumenterad först i verksamheten som tidningsmakare, senare som kolumnist och som idégivare inom radio och television".
Han gifte sig 1956 med Kerstin Paulsson och fick barnen Nina 1957, Johanna 1961 och Cecilia 1967.

### E-böcker
- De jagande (om 87 journalisters väg in i yrket), 2012
- Livet på Aftonbladet, 2013
- Det jag fick se och det som fanns i sinnet, 2013
- Klockan 4 på morgonen, 2014